# Zhang Yu
Pour les articles homonymes, voir Zhang.
Dans ce nom chinois, le nom de famille, Zhang, précède le nom personnel.
Zhang Yu (en chinois : 张瑜), née le 12 février 1986 à Chaoyang (Liaoning), est une joueuse chinoise de basket-ball jouant au poste d'ailier. Elle est la sœur jumelle de Zhang Wei.
Elle a remporté le championnat de Chine de basket-ball féminin à deux reprises: en 2005-2006 avec Liaoning Hengye, puis en 2013-2014 avec Shanxi Xing Rui Flame. À cette occasion, elle a été nommée MVP de la compétition.
Aux Jeux olympiques de 2008, à Pékin, elle fait partie de l'Équipe de Chine de basket-ball féminin qui obtient la quatrième place de la compétition. 